# Uropterygius wheeleri
Uropterygius wheeleri е вид змиорка от семейство муренови (Muraenidae). Видът не е застрашен от изчезване.

## Разпространение и местообитание
Разпространен е в Екваториална Гвинея (Биоко), Кабо Верде, Сао Томе и Принсипи (Сао Томе) и Сенегал.
Обитава крайбрежията и пясъчните дъна на океани, морета и заливи.

## Описание
На дължина достигат до 54,5 cm.